# Monodontocerus
Genre
Monodontocerus est un genre de collemboles de la famille des Tomoceridae.

## Liste des espèces
Selon Checklist of the Collembola of the World (version du 22 août 2019) :
- Monodontocerus absens Yu, Deharveng & Zhang, 2014
- Monodontocerus cinereus Yu, 2016
- Monodontocerus leqingensis Sun & Liang, 2009
- Monodontocerus modificatus Yosii, 1955
- Monodontocerus mulunensis Yu, Deharveng & Zhang, 2014
- Monodontocerus odongnyeoensis (Park & Lee, 1995)
- Monodontocerus trigrandis Yu, Deharveng & Zhang, 2014

## Publication originale
- Yosii, 1955 : Meeresinsekten der Tokara Inseln. VI. Collembolen nebst Beschreibungen terrestrischer Formen. Publications of the Seto Marine Biological Laboratory, vol. 4, p. 379-401.